# Rainier Grutman
Rainier Grutman, né en 1966 en Belgique, est l'auteur de travaux sur les littératures d'expression française, la théorie de l’histoire littéraire et la sociologie de la traduction. Il est professeur au Département de français et à l'École de traduction et d'interprétation de l'Université d'Ottawa.

## Domaine de spécialité
Il a étudié la philologie romane dans plusieurs universités européennes (Namur, Leuven, Madrid) et a obtenu son doctorat à l’Université de Montréal (1994). Ses travaux sur la traduction littéraire et tout particulièrement l’autotraduction lui ont valu une réputation internationale. Il a publié de nombreux articles en français, anglais, espagnol et italien, aussi bien dans des revues (Target, TTR, LANS, Quaderns, Ellipse, Atelier de traduction) que dans des ouvrages de référence tels la Routledge Encyclopedia of Translation Studies (1998 et 2009), l’Annuaire de l’IATIS et le Companion to Translation Studies (Wiley-Blackwell).
Spécialiste des phénomènes de dérivation et d'interpénétration linguistique, il s'est notamment intéressé au syldave, langue du pays imaginaire de Syldavie créé par Hergé.

## Principales publications

### Livres
- Philippe Aubert de Gaspé père et fils en revue, Montréal, Presses de l’Université du Québec, « De vives voix », 2012, 166 p. (dir. avec Claude La Charité)
- Lecture, rêve, hypertexte. Liber amicorum Christian Vandendorpe, Ottawa, David, « Voix savantes », 2009, 273 p. (dir. avec Christian Milat)
- Histoire de la littérature belge 1830-2000, Paris, Fayard, 2003, 672 p. (dir. avec Jean-Pierre Bertrand, Michel Biron et Benoît Denis).
- Dictionnaire des termes littéraires, Paris, Honoré Champion, 2001, 535 p. [édition de poche, 2005] (avec Hendrik van Gorp, Dirk Delabastita, Lieven D’hulst, Rita Ghesquiereet Georges Legros).
- Approches de la biographie au Québec, Montréal, Fides, coll. « Archives des lettres canadiennes », t. XII, 2004, 202 p. (dir. avec Dominique Lafon, Marcel Olscamp et Robert Vigneault).
- Des langues qui résonnent. L’hétérolinguisme au XIXe siècle québécois, Montréal, Fides-CETUQ, coll. « Nouvelles études québécoises », 1997, 224 p.

### Numéros de revues
- Maeterlinck, 150 ans après, dossier, revue @nalyses (Ottawa), vol. VII, n° 3, 2012. Lire en ligne
- Hergé reporter : Tintin en contexte, numéro spécial, Études françaises (Montréal), vol. 46, n° 2, 2010 (dir. avec Maxime Prévost).
- Quels 19e siècles? Considérations inactuelles, numéro spécial, Cahiers du dix-neuvième siècle, Québec, Nota Bene, n° 2, 2007.
- Fictionalising Translation and Multilingualism, numéro spécial, LANS-TTS (= Linguistica Antverpiensia, New Series – Themes in Translation Studies), Anvers, École supérieure de traducteurs et d’interprètes [HIVT], n° 4, 2005 (dir. avec Dirk Delabastita).
- Québec, une autre fin de siècle, numéro spécial, Études françaises (Montréal), vol. 32, n° 3, 1996 (dir. avec Marie-Andrée Beaudet).

## Prix et distinctions
- 2013 : Prix de l'Association canadienne des études francophones du XIXe siècle. Catégorie : meilleur article. « Chronique d'un déclassement annoncé : le statut du traducteur dans la France romantique », dans Christine Lombez (dir.), Traduire en langue française en 1830, Presses de l'Université d'Artois, 2011, p. 77-92.
- 1997 : Prix Gabrielle-Roy. Catégorie : meilleur livre. Des langues qui résonnent. L’hétérolinguisme au XIXe siècle québécois